# Jaromír Dlouhý (skladatel)
Jaromír Dlouhý (7. ledna 1929 Brno – únor 2024) byl český hudební skladatel. Jeho otec zastával primariát v nemocnici v Přerově, kde celá rodina bydlela a kde skladatel absolvoval základní školní docházku a gymnázium.

## Životopis
Jeho pozdější hudební dráhu ovlivnilo studium hry na klavír a později studium skladby u bratrů Viléma a Miloše Vignatiových. V období 2. světové války, kdy byly zavřeny vysoké školy, Vilém Vignati, původním vzděláním konzervatorista hry na klavír, neměl možnost dokončit studia na lékařské fakultě, a proto se dočasně věnoval pedagogické činnosti v Městské hudební škole Přerub v Přerově, kde tento nástroj vyučoval. Rodiny Vignatiů a Dlouhých pojilo dlouholeté přátelství, navíc matka Jaromíra Dlouhého byla ve hře na klavír žačkou Ludmily Tučkové, ta byla výbornou a uznávanou pianistkou a žačkou, později asistentkou, Leoše Janáčka. V rámci tohoto postu se věnovala přepisu Janáčkových děl a přispěla tak k záchraně prvních dvou vět Janáčkovy Sonáty pro klavír es moll I. X. 1905, kterou skladatel v momentálním duševním rozpoložení zničil. Matka Jaromíra Dlouhého rozpoznala hudební nadání syna a od šesti let jej zapsala do soukromé hudební školy ve hře na klavír. Také zaznamenávala do not synovy první klavírní improvizace. Klasická hra na klavír však Jaromíru Dlouhému neučarovala, a proto ji po dvou letech hry opustil. Přesto kolem desátého roku svého života si začal opět přehrávat známé úryvky melodií na klavír a bylo jen otázkou času, než jej matka zapsala do Městské hudební školy Přerub v Přerově ke krátkodobé výuce hry na klavír u Viléma Vignatiho. Výuka byla pro Viléma Vignatiho dočasným řešením v letech 1942–1945. Po skončení 2. světové války Vignati studia dokončil a stal se lékařem. V mládí byl žákem vynikajícího pianisty a klavírního pedagoga Viléma Kurze.

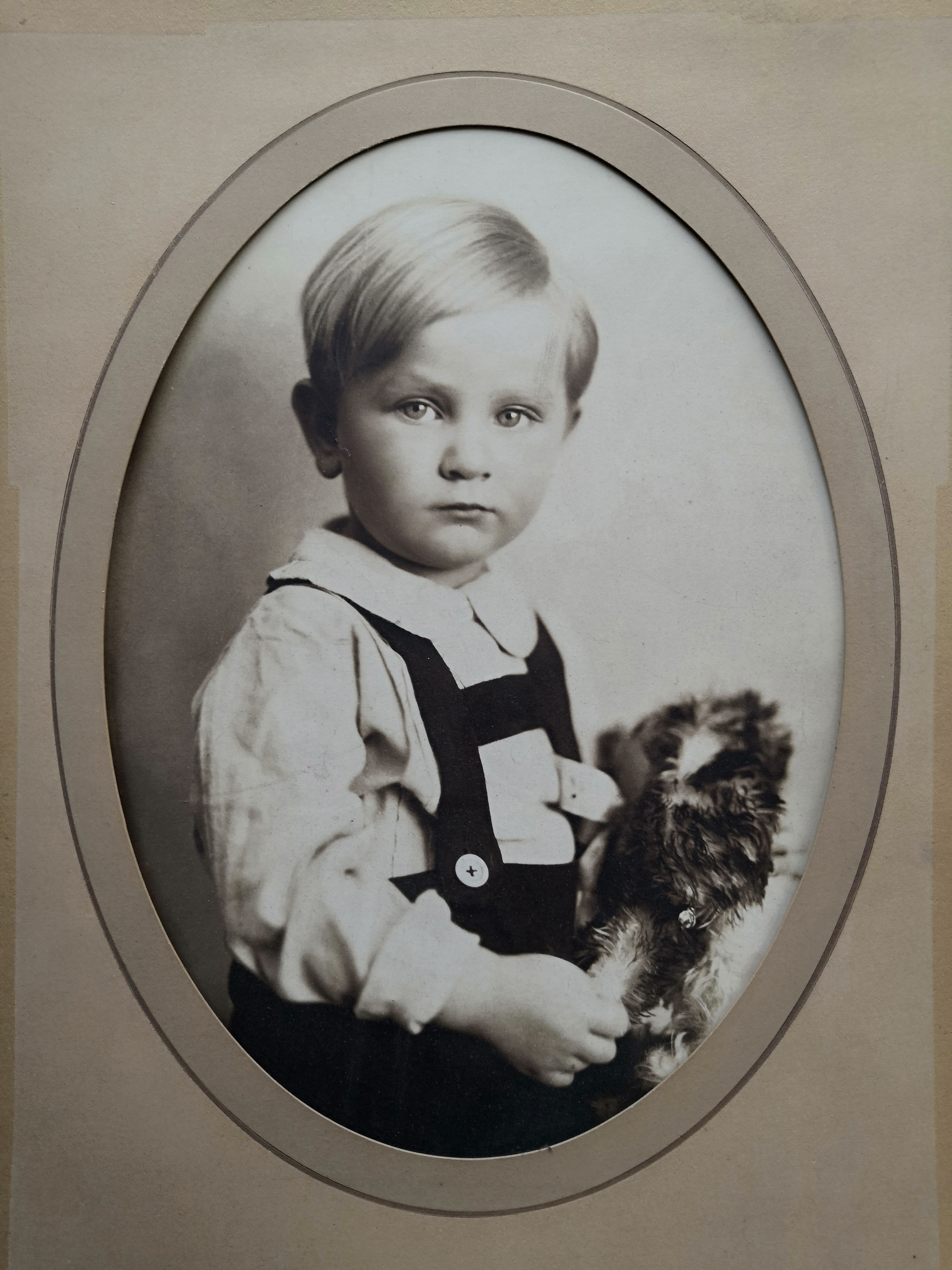
Jaromír Dlouhý

Ještě v Přerově, ve 40. letech 20. stol., navštěvoval Jaromír Dlouhý první soukromé hodiny kompozice u Miloše Vignatiho, Vilémova bratra. Tyto kompoziční základy se odehrávaly formou vzájemných rozprav, na tuto výuku kompozice navázal Jaromír Dlouhý až ve svém bratislavském období.

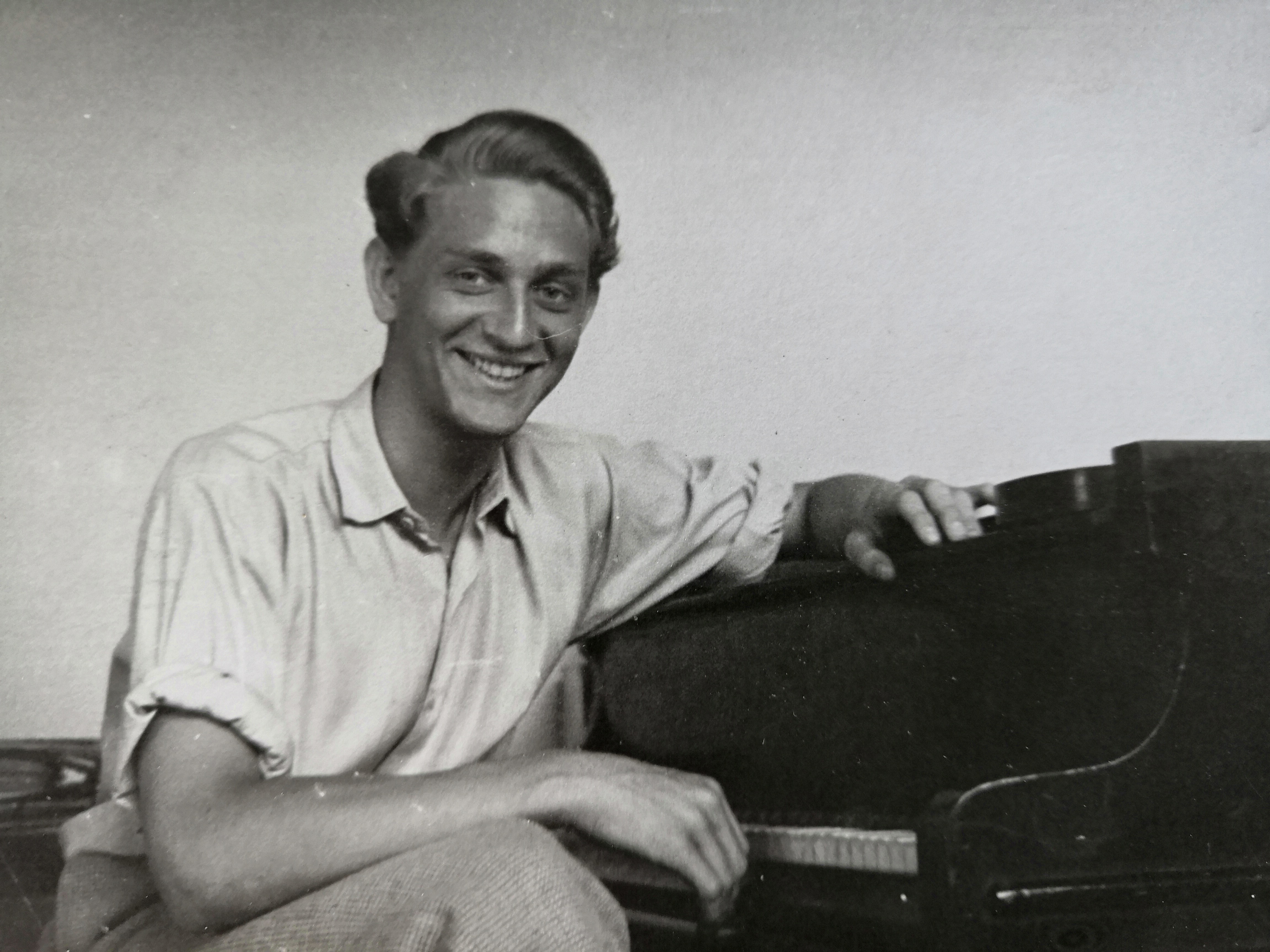
PhDr. Jaromír Dlouhý

V roce 1948 se Jaromír Dlouhý přestěhoval do Brna, kde po maturitě začal studovat hudební vědu na FF MU. Studium zakončil v roce 1953 diplomovou prací Taneční hudba v údobí socialistického realismu. Diplomaticky volená terminologie nahrazuje termín pro swingovou hudbu v období totalitního režimu, jejíž problematice svou práci věnoval. Jak potvrzuje autor sám, zpracoval oblíbenou swingovou hudbu, kterou byl nucen zasadit do žádaného rámu a oplést požadovanou terminologií, například že nová hudba vzniká na základě folklorního domácího základu. V návaznosti na svou diplomovou práci hudební skladatel zavzpomínal také krátce na svá studia hudební vědy, která se rovněž nesla v duchu bývalého režimu a s ním spojených četných kompromisů, ale i obav v řadách vyučujících i studentů.
Ze sporadického komentáře autorovy diplomové práce možno usoudit, do jaké míry názorově synchronizoval s totalitním režimem. S notnou dávkou nadsázky a humoru odůvodňuje své nevstoupení do Komunistické strany Československa tím, že mu režim zakazoval hudbu Glenna Millera. O mnoho seriózněji udává četné příklady kompromisů, ke kterým byl nucen nejen on, aby mohl interpretovat oblíbenou swingovou hudbu. Jeho diplomová práce je těchto četných kompromisů důkazem.
Další vzdělávání Jaromíra Dlouhého bylo spojeno s jeho dalším profesním působením. Po absolvování hudební vědy na FF MU, se zúčastnil konkurzu na obsazení pracovní pozice hudebního redaktora Československého rozhlasu v Bratislavě, kam byl úspěšně roku 1954 přijat.

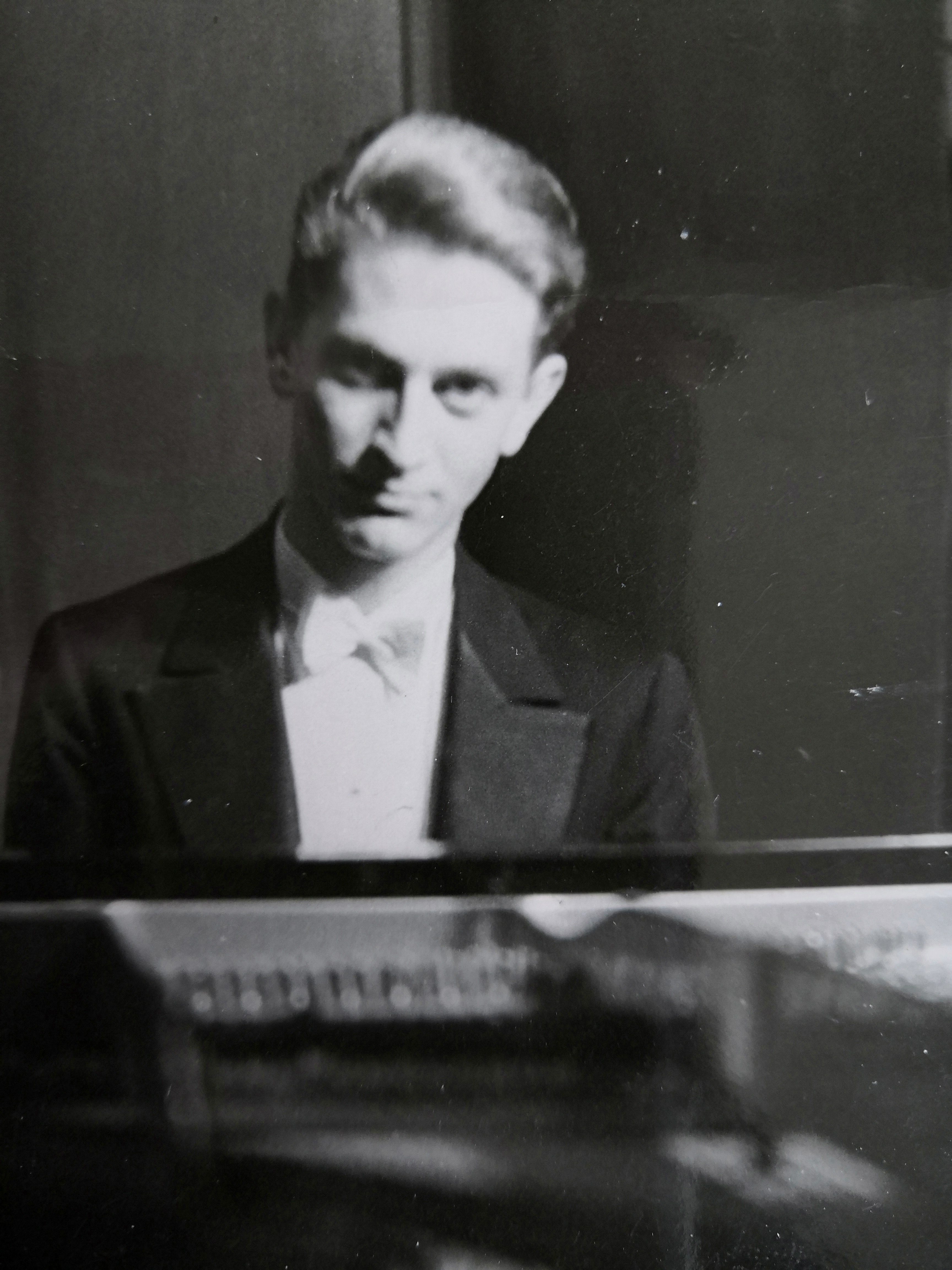
PhDr. Jaromír Dlouhý

Pracovní pozice v Bratislavě umožnila začínajícímu skladateli nejen možnost osobního i profesního osamostatnění se, především však možnost prezentace svých kompozic scénické, především filmové hudby, které od dob dětských oper, nesrovnatelně dozrály. S kompozičním rozvojem, přišla další studijní možnost.
Náhodná spolupráce s bratislavským rozhlasem svedla Jaromíra Dlouhého dohromady s Tiborem Frešem, u kterého následně v roce 1954 Dlouhý studoval jednoročně kompozici. O deset let později zaujal Jaromíra Dlouhého inzerát, ve kterém vídeňský profesor Hanns Jelinek oznamoval zahájení výuky v kurzu filmové hudby. Slovensko bylo v 60. letech 20. století sice nedílná součást Československé socialistické republiky, přesto mělo mnohem liberálnější postoj k vycestování do kapitalistických zemí než česká část republiky, a tak bratislavský rozhlas bez potíží umožnil mladému nadanému hudebníkovi studium ve Vídni. Tam Jaromír Dlouhý dojížděl jednou týdně po dobu jednoho semestru. Bylo to v letech 1963–1964 a výuka probíhala rovněž formou vzájemné rozpravy, jako byl zvyklý z předešlých studií. Zahraničním studiem se mladému Jaromíru Dlouhému odkryla na tehdejší dobu nebývalá možnost kompoziční konfrontace a navázání kontaktů.
Po čase však i liberální Slovensko ztrácelo svobodu a i sem začala pronikat nařízení diktovaná vládnoucím režimem a Bratislavský rozhlas stále intenzivněji naléhal na úspěšně se prosazujícího mladého skladatele, aby vstoupil do Komunistické strany Československa. V té době už byl Jaromír Dlouhý renomovaným autorem komponujícím především scénickou hudbu pro SND, NS a pro mnohá krajová slovenská divadla v Nitře, Žilině a další scény. Taktéž měl za sebou první kompozice k filmu a inscenacím pro bratislavskou televizi a film. Rozhodování bylo těžké, komponování se vzdát nechtěl, stejně jako vstoupit do Komunistické strany Československa. Jedinou volbou, adekvátní situaci, byl odchod z rozhlasu v Bratislavě a nástup dráhy svobodného umělce, kterou započal v roce 1965 a zastával ji až do roku 1984.

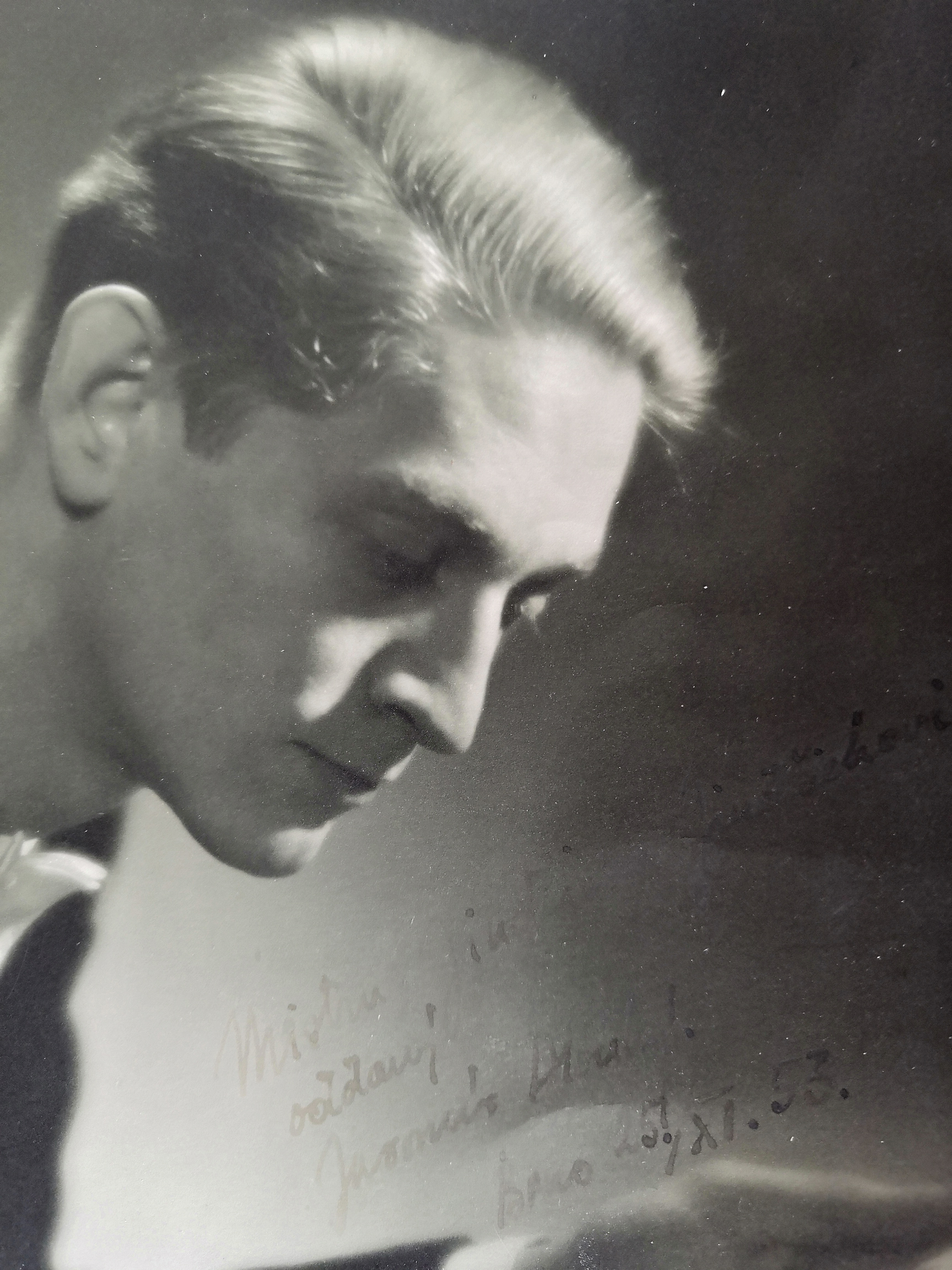
PhDr. Jaromír Dlouhý

Ještě v roce 1984 zastával Jaromír Dlouhý post svobodného umělce, při kterém střídal dvě působiště, Brno a Bratislavu. Po tu dobu zkomponoval nespočet komorních, scénických i filmových skladeb, do tohoto období spadá i jeho hudba k nejúspěšnějšímu seriálu Slovenské televize, Vivat Beňovský. Velká část jeho komorní tvorby byla provedena a premiérována v rámci přehlídek nové tvorby SČSKU a v roce 1983 byl Cenou SČSKU oceněn jeho koncertní valčík Lunapark.
Přestože Jaromír Dlouhý nebyl nikdy členem Komunistické strany Československa a členství v této straně bylo v minulém režimu podmínkou pro vedoucí funkce a významné posty, byl navržen tajemníkem brněnské pobočky Svazu československých skladatelů. V té době byl ale v Bratislavě poměrně vytížen za výborných pracovních podmínek a přesunu do Brna se obával. Také proto, že v Brně nebyla produkce filmové hudby tak velká jako v Bratislavě. Navíc v Brně byl produktivním skladatelem Dlouhého vrstevník a přítel z mládí Pavel Blatný. Za třicet let působení na Slovensku, navázal četné kontakty s režiséry divadel a filmu, pro které byl žádaným hudebním skladatelem, nejen pro svou hudební invenci, především pak pro pohotovost a dobrou orientaci v nových situacích a zodpovědnost. Skladatel se obával a příliš nevěřil, že by podobné spolupráce během krátké doby, mohl navázat i v Brně. SČS mu ale slíbil stejné pracovní podmínky, proto nabídku přijal a i po získání postu tajemníka spolupracoval se Slovenským rozhlasem a televizí v Bratislavě, stejně jako psal hudbu pro česká divadla.
V devadesátých letech založil v rámci svého hudebního organizátorství dvě instituce, jejichž vznik na sebe navzájem navazoval. Od roku 1990 pozvolna vznikalo nakladatelství, které v roce 1991 doznalo konečného názvu Editio Moravia.
V minulosti byl Jaromír Dlouhý organizátorem luhačovických Mladých dnů tvorby, na místě, které bylo dlouhodobě spojeno s hudebním skladatelem Leošem Janáčkem, k němuž měl od dětství vřelý vztah díky matce Olze.
Po roce soukromého podnikání, kdy hudební nakladatelství Editio Moravia prosperovalo, Jaromír Dlouhý založil v roce 1992 MHFJL, jehož byl intendantem. Festival měl jasnou koncepci; na každém ročníku zazní jedna skladba Leoše Janáčka spolu se skladbou soudobého autora. Tak měla možnost prezentovat svou tvorbu spousta soudobých skladatelů, včetně Jaromíra Dlouhého.
Z manželství skladatele se ženou Věrou se narodily dvě děti, dcera a syn. Syn Martin studoval na JAMU kompozici u prof. Zdeňka Zouhara, poté Hochschule für Musik und darstellende Kunst ve Vídni u Dietra Kaufmanna a studia zakončil na HAMU v Praze, u prof. Kučery, kde mu byl udělen titul Mgr. Jako jediný ze sourozenců zdědil po otci výrazné hudební nadání, čehož jsou důkazem i kompozice drobných instruktivních skladbiček, které vytvořili spolu s otcem a přestože své hudební nadání podepřel odborným hudebním vzděláním, v současnosti se hudbě aktivně nevěnuje, spolu se svým otcem je spoluvlastníkem soukromého nakladatelství Editio Moravia a pracuje v oboru odlišném.

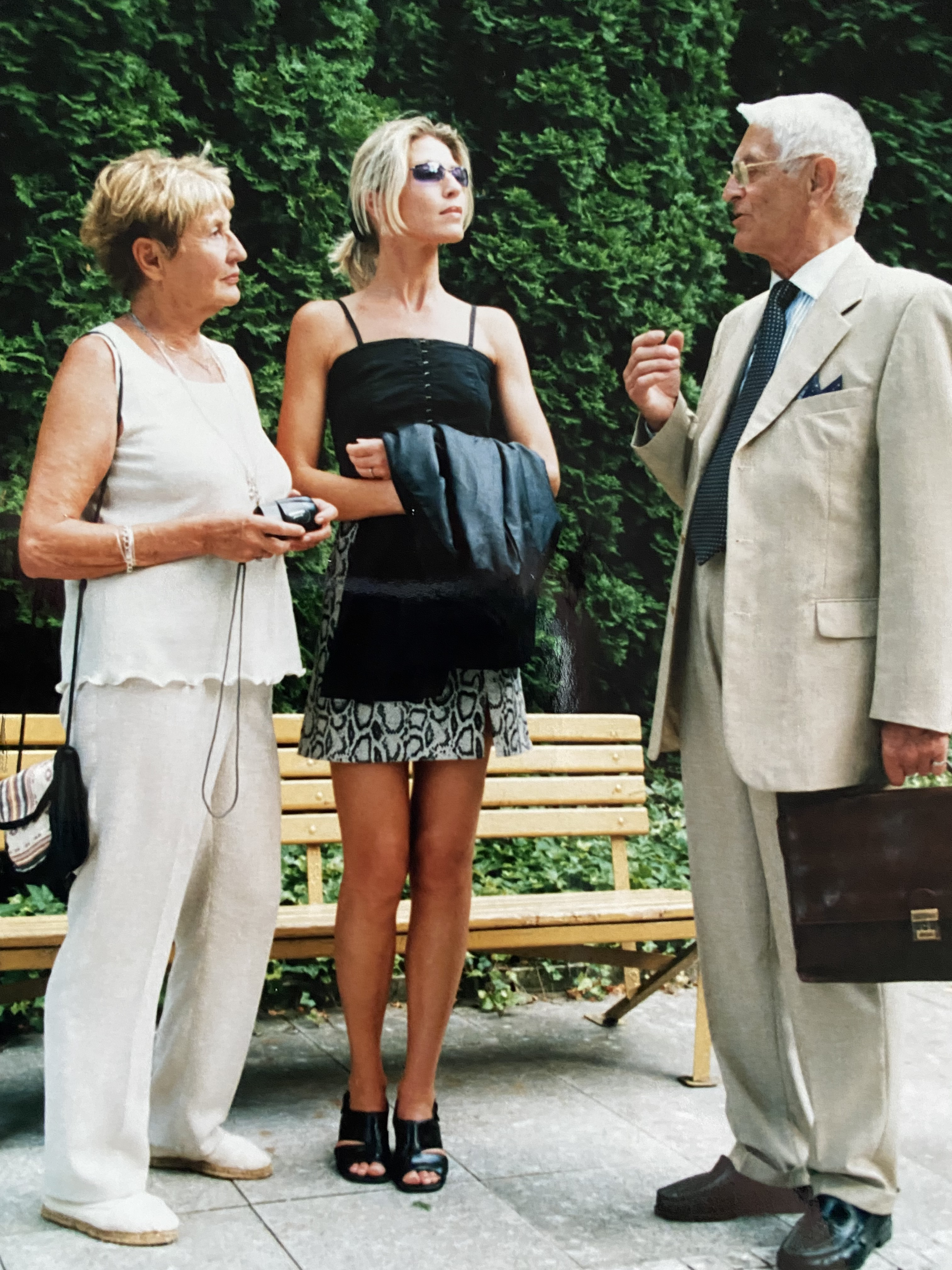

## Hudební angažmá
Výrazné hudební nadání projevoval Jaromír Dlouhý už v předškolním věku. Tyto vlohy u něj objevila matka Olga, výborná pianistka. Nadání projevoval touhou hrát na klavír po vzoru své matky, od které často slýchal hrát známé písně i skladby předních skladatelů, nejčastěji Leoše Janáčka. Už tady vznikalo silné pouto k tomuto významnému moravskému skladateli. Klavírní i hudební talent syna se plně rozvinul v průběhu jinošských let, přesněji od roku 1946 sílila jeho obliba swingové hudby, kterou pro něj představovaly vzory, například George Gershwin a jazzový pianista a hudební skladatel Stan Kenton. Proto Jaromír Dlouhý hledal způsob jak a kde jazzovou hudbu interpretovat. Záliba v jazzu jej přivedla k zakládání různých big bandů a k působení v nich a v tanečních orchestrech. V podobném uskupení hrával na klavír ještě v Přerově a v roce 1948 založil spolu se svými přáteli orchestr Stars 48. V této formaci hráli do roku 1948 nejen převzaté skladby od Glenna Millera nebo R. A. Dvorského, ale už i vlastní skladby. Foxtrot Šťastné království a waltz Tuberosa obsahovaly i vlastní texty skladatele. Textování vlastních skladeb autor zkoušel už od dětství na libretech prvních oper zpočátku 40. let, tehdy šlo ještě o nevyzrálé skladatelské pokusy. Po přijetí na FF MU ke studiu hudební vědy a následném přesídlení z Přerova do Brna v roce 1948 se Jaromír Dlouhý snažil uplatnit jako interpret a včlenit se do orchestrů zaměřených na swingovou hudbu. Kolem roku 1950 hrával jako klavírista s orchestrem Gustava Broma, produkce bývaly v kavárně Pasáž. Další jeho interpretační působení bylo v letech 1951–1953 ve velkém tanečním orchestru Jožky Karena. Z této spolupráce vzniklo poměrně více skladeb s vlastními texty, ale i skladby instrumentální. K nejznámějším se řadí Skřivánčí valčík, instrumentovaná skladba pro klavír a orchestr z roku 1958. Tyto skladby byly vysílány českým rozhlasem. Příležitostně hrál také s Tanečním orchestrem Miroslava Foreta.
Po absolvování studia hudební vědy pořádal vlastní klavírní recitály po dobu asi čtyř sezón. Sám skladatel se k realizaci těchto klavírních recitálů vyjadřuje velmi shovívavě. Zastává názor, že ve hře na klavír byl a zůstává samoukem, tedy nemá konzervatorní vzdělání a ke klavírním recitálům jej v minulosti vedla spíš mladická odvaha, než opravdová virtuozita. Doprovodné slovo k jednomu z těchto recitálů však Jaromíra Dlouhého uvádí jako úspěšného klavíristu, jehož koncerty bývají vyprodány a upozorňuje veřejnost na interpretovo podzimní vystoupení s doprovodem symfonického orchestru. Repertoár recitálu byl členěn do tří částí - klasická a jazzová hudba známých skladatelů a závěr recitálu byl vždy obohacen improvizacemi na hudební témata zadaná obecenstvem. Tento fakt je dokladem, že už v brzkém mládí Jaromír Dlouhý dovedl zúročit vrozenou hudební představivost, kterou při recitálech dále rozvíjel, aby ji upevnil v pozdějších kompozicích, zejména filmové hudby, kde je stejně patrná, jako v mnoha dalších jeho skladbách komorních a kterou vyniká i II. smyčcový kvartet.
Po dostudování hudební vědy v roce 1953 úspěšně absolvoval konkurz na místo hudebního redaktora Československého rozhlasu v Bratislavě, kam byl přijat a kde pracoval v letech 1954–1965. V tomto období dostal možnost prezentovat své především scénické kompozice, čímž se přesunul z profese interpreta k profesi skladatelské.

### Mezinárodní hudební festival Janáček a Luhačovice

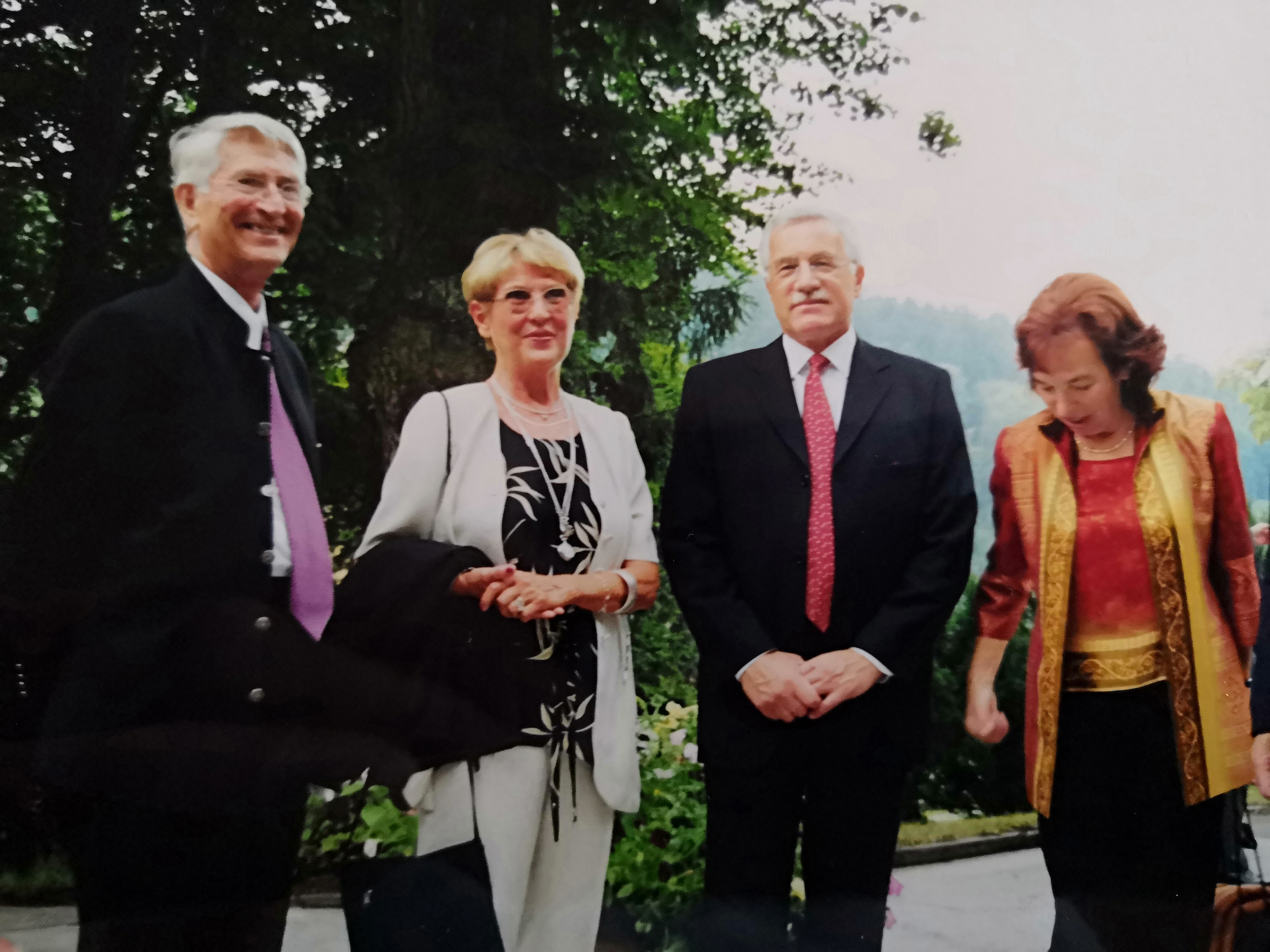
Jaromír Dlouhý s manželkou Věrou a tehdejším prezidentem Václavem Klausem - Festival Janáček a Luhačovice

Mezinárodní hudební festival Janáček a Luhačovice považuje Jaromír Dlouhý právem za nejpodstatnější dílo, které se mu podařilo po sobě zanechat. Založením festivalu se mu v roce 1992 podařilo znovu oživit lázeňský hudebně kulturní život, který po převratu v roce 1989 dočasně utichl. Do té doby žilo toto lázeňské město pořádáním letních hudebních festivalů, v nichž mělo dvacetiletou hudební tradici. Letní Luhačovice, v době největší turistické sezony, lákaly nejen lázeňstvím, ale i rozmanitým hudebním programem. Nejširší spektrum posluchačů oslovovalo Janáčkovo kulturní léto, soubor akcí pořádaných během června a července. Nutno zmínit, že tyto letní akce obsahovaly koncerty a zábavu různorodých žánrů i kvality, mnohdy až estrádního charakteru, výjimkou nebyla ani častá produkce místních dechových ansámblů. Paralelně pořádala brněnská pobočka SČSKU, ve které byl Jaromír Dlouhý od roku 1984 tajemníkem, v rámci svých koncertních činností Dny mladé tvorby. V roce 1989 SČSKU ukončilo svou činnost a spolu s ním skončily i Dny mladé tvorby. Pořadatel Janáčkova kulturního léta po převratu zůstal bez finančních prostředků, takže se v roce 1990 nekonal ani jeden festival a Jaromír Dlouhý začal zpracovávat myšlenku na založení každoročně pořádaného hudebního festivalu věnovaného Leoši Janáčkovi. Jeho soukromé vydavatelství Editio Moravia, které pod jiným názvem založil v roce 1990 spolu se svým synem Martinem, po prvním roce fungování prokázalo uspokojivý zisk, který mu zaručoval stát se hlavní pořadatelství nového festivalu.
Z manažerského pohledu Jaromíra Dlouhého se zdály Luhačovice nanejvýš vhodným místem. Jednak měly dlouholetou tradici kulturních akcí spojenou se jménem Leoše Janáčka, jenž v lázních pobýval 25 letních sezon, a také Jaromír Dlouhý lokalitu lázní dobře znal ze Dnů mladé torby. Pořádání tohoto festivalu viděl jako dobrý marketingový tah, posílený jeho osobním poutem k tvorbě i osobnosti známého moravského skladatele.
Jak v rozhovoru zdůraznil, v myšlenkách plánoval každoroční prosperující hudební festival s mezinárodní účastí. S prvními potížemi, obvyklými u většiny nových akcí, si však nebyl jistý, zda jsou jeho plány reálné. Nejprve kontaktoval místní kulturní referentku s nabídkou pořádání hudebního festivalu, věnovaného Leoši Janáčkovi.
Domluva termínů však zpočátku nebyla ideální, jako jediný vhodný termín kulturní referentka nabídla poslední červencový týden, který se ukázal poněkud problematickým, neboť řada umělců v tomto období končila svou koncertní činnost a bylo nesnadné je angažovat. Zrod festivalu prošel více úskalími. Po první sezoně ještě nebylo rozhodnuto, zda pořádání festivalu nebude ojedinělou akcí. Tyto pochybnosti přetrvávaly po tři sezony festivalu. Po dobu těchto tří ročníků perspektivní myšlenku na festival podpořila řada hudebníků z řad přátel Jaromíra Dlouhého, jakými byli členové Janáčkova kvarteta a Moravského kvarteta v čele s dlouholetou kolegyní ze SČSKU varhanicí Kamilou Klugarovou. Ta pomáhala i organizačně. Všichni výše zmínění umělci a mnozí další účinkovali na prvních třech ročnících festivalu jen za symbolický honorář. Nutno upozornit na další cennou schopnost Jaromíra Dlouhého, umění přínosně využít kontaktů ze společných členství a produkcí, k čemuž napomohla i jeho společenská a přátelská povaha s notnou dávkou diplomacie. Každé společné setkání s umělci uměl, v dobrém smyslu zužitkovat. Po absolvování prvního zkušebního ročníku festivalu přišlo příjemné oznámení ze SHF, který přislíbil finanční podporu dalšímu ročníku. Na tuto reakci zareagoval ČHF, který slíbil uhradit honoráře českým umělcům v dalším roce. Tento obrat k lepšímu přinesl další finance, do kterých se zapojily obě Janáčkovské nadace; do roku 1992 součásti ČHF a jejichž finanční záležitosti tento fond ještě po výše zmíněném roce spravoval. Byly to Nadace Leoše Janáčka Brno a Moravskoslezská nadace Leoše Janáčka Praha, kde byl Jaromír Dlouhý členem správní rady. Tím bylo zajištěno pokračování festivalu.
První tři ročníky festivalu přinášely v kulturních sloupcích českých periodik stále vstřícnější recenze, finančně však festival přežíval a stále byl příliš vázaný na sponzorské dary a dotace. Nebylo jisté jeho další pokračování. Až v roce 1995 nastal příjemný obrat. Festival podpořilo lázeňské ředitelství, které zaznamenalo zvýšený zájem zahraničních cestovních kanceláří, zaměřených na návštěvy kulturních akcí. Také se zvedl zájem místního obecenstva a celkově zvýšený zájem o festival přesvědčil sponzorské firmy o důležitosti prezentovat se. Pořadatelům se otevřela možnost nezvat pouze jim oddané umělce koncertující většinou za symbolický honorář, ale získali možnost pozvat umělce zvučnějších jmen, čímž se jim podařilo zvýšit úroveň festivalu. Postupem let a zvýšeným přílivem financí se původních pět koncertů pětidenního festivalu zvýšil až na sedm.
Jenže se zvýšeným zájmem o festival se postupem času zvyšovaly ceny cestovného spolu s cenami všech služeb a konání festivalu bylo stále nákladnější, proto stále více záleželo jeho pořádání na účasti sponzorských firem. Aby se festival obešel bez sponzorského dárcovství, musela by vstupenka na jedno představení mít poměrně vysokou cenu, přičemž by každá produkce musela být vyprodána. Na tento ideální stav se nedalo spoléhat, proto bylo nutno přesvědčit firmy, že jejich nejsprávnější investice jsou právě do festivalu Janáček a Luhačovice. Tuto činnost zajišťoval z velké části sám intendant spolu s dalším specialistou pro tyto záležitosti. V rozhovoru skladatel zmínil, že pokud se z téměř tří set oslovených sponzorský firem každoročně do sponzorství zapojily dvě nebo tři, bylo zajištěno pořádání festivalu. Ale v průběhu dalších ročníků se už počet sponzorů rozrůstal. Hlavními sponzory festivalu jsou obě nadace Leoše Janáčka, ty pokrývaly asi polovinu nákladů na festival. Ředitelství akciové společnosti Lázně Luhačovice poskytovalo bezplatně prostory Lázeňského divadla, zbylou asi polovinu financí byl nucen sehnat intendant festivalu. Mediálními partnery festivalu byly přirozeně ČT a ČR Brno.
Jaromír Dlouhý tento hudební festival založil a věnoval mu finální fázi svého profesního života. V jednom z našich[zdroj?] rozhovorů skladatel předeslal, že festival provozoval v době, kdy již nekomponoval a jeho vydavatelství založené spolu se synem Martinem poměrně prosperovalo. Jaromír Dlouhý podle vlastních slov uvádí, že v té době, přestože ještě pro festival zkomponoval Janáčkiánu, se už necítil být hudebním skladatelem a ožil novým životem dramaturga, sponzora a především intendanta festivalu. Jakoby se narodil člověk s novou profesí. Od roku 1992 do roku 2009 žil beze zbytku přípravou jednotlivých ročníků festivalu. Tento post v případě MHF znamenal být manažerem i dramaturgem v jedné osobě. Dvě profese, bez kterých se žádný festival neobejde. Stejně jako na obcházení sponzorských firem měl pomocníka, i na dramaturgii festivalu, na níž se podílel pomocný pracovník ČR Brno. Všechna zásadní rozhodnutí však dělal Jaromír Dlouhý.
Festival měl přesně stanovená kritéria, součástí každého programu bylo uvedení nejméně jednoho díla Leoše Janáčka a čeští interpreti uváděli nejméně jedno dílo současného českého autora. Dále byl dán také na festivalu prostor začínajícím umělcům, přičemž dramaturgie festivalu byla navíc nucena respektovat i vkus publika. Skloubení všech těchto aspektů nebylo právě jednoduché, ale opětovné pořádání festivalu dokazovalo dobře zvládnutou veškerou organizaci. Přičemž dramaturgie jednotlivých programů byla v rukou samotných interpretů.
Jedním z nejtěžších úkolů bylo vybírat mladé začínající umělce. V tomto bodě pomohly především léty nasbírané mnohačetné kontakty intendanta festivalu. Nahrávky z koncertů pak byly poskytovány mediálnímu partnerovi, kterým byl ČR Brno.
Výběr repertoáru i umělců byl dalším velkým úkolem, lázeňské obecenstvo tvořilo různorodou věkovou, intelektovou i zájmovou klientelu, koncerty měly oslovit širokou skupinu obecenstva. Náplň intendanta festivalu spočívala v mnohem širším záběru, než byl pouhý výběr repertoáru a umělců. Zajišťoval festival jak organizačně, stejně jako jej každoročně uváděl. Moderování nebylo jednoduché, nesměl opomenout sebemenší informaci. Mimo představení interpretů i repertoáru, musel představit všechny sponzorské firmy. Důležité bylo odhadnout délku mluveného slova, aby mohl navázat kontakt s obecenstvem a v pravý čas přenechat prostor hlavním aktérům.
Nelehká byla i stránka organizační, všechny akce a termíny musely na sebe navazovat a důležité bylo pamatovat také na náhradní program v případě indispozice některého z interpretů. K jeho základním úkolům v této rovině patřilo stanovení rozpočtu, korespondence s domácími i zahraničními umělci, dramaturgie koncertů, výběr interpretů, vypracování plakátů, bulletinu a především uzavírání smluv s interprety.
Administrativní stránku zajišťoval hlavní pořadatel Editio Moravia, do této fáze pořádání spadaly domluvy koncertních síní a prostoru kostela, předprodej vstupenek, výtisk plakátů, kde nesměl chybět sebemenší detail ohledně produkce. Závěrem bylo vždy nutno předložit konečné vyúčtování festivalu, faktury pro ministerstvo ČR a obě nadace Leoše Janáčka, brněnskou i pražskou.
Do těchto mnohdy mravenčích prací zakomponoval intendant všechny členy své rodiny, kterým beze zbytku důvěřoval a na které se mohl plně spolehnout, drobnější akce zajišťoval kulturní odbor Lázeňského divadla a informační kancelář Luhatour.
Náročnost přípravných akcí i vyčerpávající úsilí během průběhu festivalu se vracelo v rok co rok stoupající návštěvnosti a výborných recenzích. Každý ročník festivalu byl různorodě zaměřený, reagoval i na aktuální výročí a dle toho přinášel výběr skladeb a interpretů, ale s železnou pravidelností se účastnily Moravské a Janáčkovo kvarteto a chrámovou hudbu převážně zastupovala varhanice Jarmila Klugarová. Festival uváděl v hojném počtu Janáčkova díla, zpestřením pak byly premiéry nově objevených kompozic, například nově objevená původní verze skladby Říkadla, nově objevené klavírní skladby Leoše Janáčka Intimní skici a Moravské tance. Prostor dostaly také kompozice intendanta festivalu. Na 2. ročníku v roce 1993 zazněl v podání Janáčkova kvarteta II. smyčcový kvartet zkomponovaný v roce 1988. V následujícím 3. ročníku festivalu zkomponoval Jaromír Dlouhý skladbu věnovanou festivalu i Leoši Janáčkovi zároveň. Skladba pak zazněla na festivalu ještě o rok později v roce 1995 v podání stejného ansámblu, jen se změnou dirigenta, brněnského rodáka Petra Pololánika. Ke vzniku této skladby, dle slov autora, jej inspiroval samotný festival. Věnování festivalu Leoši Janáčkovi nesmělo být pouze formální, muselo mít hlubší vazbu. Tou bylo právě uvádění Janáčkových skladeb, ale v některých ročnících i čtených pásem z korespondence tohoto moravského skladatele. Na 6. ročníku v roce 1997 zazněl opět II. smyčcový kvartet Jaromíra Dlouhého, v podání Janáčkova kvarteta. Na 8. ročníku festivalu v roce 1999 opět vystoupilo Dvořákovo collegium, které předneslo Hommage a Janáček Jaromíra Dlouhého, pro indispozici dirigenta však ansámbl vystoupil sám.
Festival byl skvělou příležitostí současných skladatelů prezentovat své kompozice, mnohdy i prvotiny. Jaromír Dlouhý byl středem zájmu pro mnohé své vrstevníky skladatele, kteří jej vyhledávali k posouzení svých kompozic. Skladatelé většinou po zkomponování díla vyhledají interpreta, zda by skladbu nezahrál v rámci svého recitálu, ale tento festival byl skvělou příležitostí k prezentaci mnoha děl a pro intendanta ještě důvod k provedení posledních nejvyzrálejších kompozic své tvorby. Nebylo vhodnější místo k zaznění Janáčkiány, než na MHFJL.
Stejné provázání Janáčka s festivalem vzniklo na 7. ročníku v roce 1998, kdy Due Boemi di Praga premiérovalo svou novou skladbu, dvojkoncertino pro basklarinet, klavír a smyčcový orchestr Václava Kučery, s příznačným názvem Hovory důvěrné.
Po osmnácti letech nadšení, elánu a úsilí, investovaných do dramaturgie festivalu, ve svých 80 letech, se Jaromír Dlouhý rozloučil s festivalovými koncerty a odešel do pomyslné penze, které se oddává dodnes. Odchod z festivalového pořádání mimo jiné uspíšilo neustálé vyjednávání se sponzorskými firmami o investice k pořádání festivalu. Intendant festivalu většinou po utvoření dramaturgie podepsal smlouvy s umělci, až poté sháněl dotace. Rozpočet byl většinou řádově milionový a s přibývajícím věkem se zvyšovala obava na sehnání uspokojivého finančního obnosu. Pořádání MHFJL předal kulturnímu odboru Lázní Luhačovice, který od roku 2009 změnil termín konání na 1. červencový týden a další ročníky dodnes pořádaného festivalu již fungují bez mravenčí práce Jaromíra Dlouhého.

### Editio Moravia
Zrod nakladatelství Editio Moravia procházel poněkud delším vývojem. Po převratu v roce 1989 SČS zakončil svou činnost a přetransformoval se do instituce AHU v čele s předsedou prof. Aloisem Piňosem. Jaromír Dlouhý jako poslední tajemník SČS, spolu s prof. Báchorkem jako jediní nestranící SČS, pověřili prof. Piňose, aby se obrátil na ministerstvo školství a kultury se žádostí o udělení licence k provozování hudebního nakladatelství. Licence jim byla udělena a v roce 1990 založili Moravské hudební nakladatelství. V zakladatelské listině tak figuruje jméno Aloise Piňose, nikoliv Jaromíra Dlouhého, ten zůstal skrytý spolu s kolegou prof. Báchorkem, oba však byli duchovní otcové nového nakladatelství. Na Moravě tak vzniklo po čtyřiceti letech první soukromé hudební nakladatelství. V roce 1991 se nakladatelství stalo společností s ručením omezeným, nazvanou Editio Moravia, přičemž nakladatelství vlastnili už pouze otec a syn Jaromír a Martin Dlouhý.
Stran vydávání cenných hudebních tisků byla důležitá spolupráce s vídeňským nakladatelstvím Universal Edition. V této spolupráci vydali poprvé Janáčkovu operu Šárka. Přičemž hlavním investorem a iniciátorem bylo Editio Moravia, drobnějším vkladem přispělo nakladatelství Universal Edition. Vídeňské nakladatelství vidělo ve vydání opery perspektivu, ale obávalo se, že opera je málo frekventovaná. Proto pro větší atraktivnost a lepší prodejnost byla vydána pouze suita z opery a klavírní a orchestrální výtah
Nakladatelství se zaměřuje na vydávání Janáčkových skladeb, instruktivní literatury a tvorby současných skladatelů.

### Seznam kompozic Jaromíra Dlouhého

#### Skladbičky z dětských let
- Tři myšátka – klavírní skladbička, notový zápis pořízen matkou autora, rkp.1935 - 1936
- Šarman - opera o 2 dějstvích, rkp.1940,
- Králův syn – opera, rkp vlastní libreto, 1941
- Kdo ji dostane aneb zrádná láska – opera, vlastní libreto, 1942
- Pohádka – dechový kvintet a recitace, 1943, ARB1
- Houslová duettina – věnovaná Dr. MIloši Vignatimu, 1943
- Sonatina G dur pro housle a klavír – pouze1věta, 1944
- Tříhlasá fuga F dur pro flétnu a 2 klarinety - 1944
- Orchestrální fantazie - 1944
- Pochod mládeže 2- 1944

#### Jazzové období – Orchestr Stars 48 – období 1946–1948
- Šťastné království - foxtrot, vl. text
- Tuberosa – waltz, vl. text
- Holiday Plum – 5 saxofonů a rytmika
- How do you like it Mr. Hula - swing

#### Jazzové období - 1948 Brno, orchestr Jožky Karena
- Vzdálené milé - slowfox, vl. text,
- Od první chvíle měl jsem tě rád – slowfox, vl. text
- Cesta lesem – orchestrální skladba, ARB
- Skřivánčí valčík – v r.1958 instrum. pro sólo klavír a orchestr
- Opilý měsíc – slowfox, arr. Vlastimil Haichl

#### Archív ČsR Bratislava 1954
- Op.1 Capriccio pro klavír a velký orchestr – 1951/52, SOBR
- Op. 2 Píseń o mé zemi – Kantáta na slova S. Neumanna pro baryton, dětský hl., ženský sbor a orch.,1952
- Op. 3 Malá pohádková suita – 1954, Malý RO
- Op. 4 Burleskní scény pro dech. kvinteto - 1954, Komorní sdružení členů Slov. Filharmonie
- Op. 5 Antické tance –1954, původně jako hudba k Sofoklově hře PLutos, SOBR
- Bez opusu Léta dozrávání - Symf. rapsodie pro dva orch.
- Op. 6 Smyčcová serenáda E dur – 1955, Orch. Brat. rozhlasu
- Op. 7 Tři dětské svity –1955, SOBR, ARB
- Op. 8 Idylické obrázky pro smyčcový orch - 1955, SOBR
- Op. 9 Dětské písně na texty slovenské poezie - 1956, Komorní sdružení členů Slov. Filharmonie
- Op. 10 Žlutý čáp - 1956, balet, nahr. SOBR
- Op. 11 4 x 67, Variace pro trombon a jazzový orch., 1956, TO Brat. rozhlasu
- Op. 12 Hluboko v srdci - Cyklus písní na slova ivana Mojíka pro tenor, hoboj, klarinet, lesní roh a smyčce, 1957, SOBR, dir. Tibor Frešo, vyd. S úpravou třetí části v Editio Moravia
- Op. 13 Skřivánčí valčík - 1958,BERO
- Op. 14 Bratislavské procházky – Suita pro orchestr, 1958, AR Košice
- Op. 15 Osudový koncert pro klavír – 1958, BERO, dir. Jiří Hudec, sólo Jan Těšík
- Op. 16 Pezzo romantico per violino solo ed orchestra - 1960
- Op. 17 Jesenná suita pro smyčcový orchestr - 1967, SOBR, pak BERO, ARB
- Op. 18 Elf Varietionen über ein Jazz – Thema – 1967, původně jako hudba ke hře Gabor Gabor, Theater der Junged Halle a.d. Salle
- Op. 19 Variace na téma J. S. Bacha pro dva klavíry – 1970, klav. Karel Jandera a Jaromír Dlouhý - ARB

Dále neopusováno
- Ulekaná Nána – 1952, píseň pro klavír a zpěv
- Stříbrná romance – 1954, SOBR 3, později ROSB, ARB
- Stále krásná – 1954, Waltz, nah. Supraphon, TOBR 4
- Nič krajšeho nepoznám - 1956, polka
- Prečo si so mnou krátko – 1958, vyd. Tanečné piesne pre spev, Slovenské vyd. Krásné literatury 1958
- Na březích Černého moře – 1958, vl. text
- Bílé noci – 1973, koncertní kus pro klav. a orch, ROSB, ARB
- Loretka - 1976, Musical podle Vítězslava Nezvala, zachovány zpěvní hlasy bez doprovodu a šanson Kdyby aspoň přišla bóra, OSB, zpěv Helena Blehárová
- Velikonoční romance – 1977, Balet na libreto Olgy Zezulové, suita prov. Jakutsko, 21. 6. 1986, Symf. Orch. Fevronija Baiščeva
- Podkrkonošské akvarely – 1978, Suita pro orch, ROSB, ARB
- Letní rapsodie pro velký orchestr – 1978, Přehlídka nové tvorby SČSKU Praha
- Čardáš pro cimbál a orchestr – 1980, Přehlídka nové tvorby, OSB, nahr. Supraphon, ARB
- Rapsodická fantazie pro klavír a orchestr – 1981, přehlídka nové tvorby SČSKU Praha, ARB
- Lidová suita - ?, ROSB, ARB
- Věty pro violu – 1981
- I. smyčcový kvartet Popquartet – 1981
- Concertino pro baskytaru a orchestr – 1981, ROSB, ARB
- Romance pro housle a orchestr – 1982, Přehlídka nové tvorby SČSKU, ARB
- Ekloga pro harfu a orchestr – 1982, Týden nové tvorby SČSKU, ARB
- Lunapark – 1983, Koncertní valčík, Cena SČSKU 1983, Přehlídka nové tvorby Praha, ROSB, ARB
- Návraty – 1983, Suita pro koncertantní klavír a smyčcový orchestr, ROSB, ARB
- Říkadla a popěvky na slova Františka Hrubína pro dětské hlasy a malý instrumentář – 1984, Koncert pro mládež SČSKU Brno, 10. 4. 1985
- Dvě suity k TV seriálu Vivat Beňovský - ?, Norsk rozhlasový orch. Oslo Sverre Bruland a OSB Brno, dir. Miloš Machek, ARB
- Rapsodická polka pro housle a orchestr – 1984, Týden nové tvorby SČSKU
- Májová předehra – 1985, Týden nové tvorby SČSKU
- Concerto grosso pro dva orchestry – 1986
- Poetické scherzo pro housle a orchestr – 1987, Týden nové tvorby Praha
- II. Smyčcový kvartet – 1988 8, ARB
- 17. listopad – 1989, symfonická věta, neprovedeno
- Hommage á Janáček – 19949 - ARB
- Ballabile pro klarinet a smyčcové kvarteto – 200310, ARB

#### Instruktivní tvorba
- Eight to the Bar – vyd. Editio Moravia, Young Rythm, 1996
- Cha cha - vyd. Editio Moravia, Young Rythm, 1996
- Pohádka pro zobcovou flétnu a harmonium – rkp.
- Rag Time - vyd. Editio Moravia, Young Rythm, 1996

#### Úpravy aranžmá Janáčkových skladeb
- Concertino pro klavír a nástroje – úpr. pro klav. a smyčcový orch., Festival Janáček a Luhačovice, ?. Dvořákovo collegium Zlín, sólo Igor Ardašev
- Romance a Dumka pro housle a klavír – úpr. pro housle a smyčcový orch.
- Suita z opery Leoše Janáčka Šárka – vyd. Universal Edition Wien ve spolupráci s Edition Moravia Brno, SOČR, Praha 16. a 27. 2. 2009, dir. Jan kučera

#### Scénická hudba – Hudba k divadlu

##### Slovenské národné divadlo Bratislava
- Život Galileiho, r. Tibor Rakovský, prem. 11. 1. 1958, AR
- Balladyna, r. Mikuláš Huba, prem.1960
- Čierna jama, r. Pavol Haspra, pre.9.4.1960
- Hľadanie v oblakách, r.?, prem.1960
- V tmavých horách pramene, r. Tibor Rakovský, prem. 9.3.1960
- Atlantída, r. Tibor Rakovský, prem. 1961
- Svätá Jana, r. Tibor Rakovský, prem. 1961
- Čo len chcete, r. Tibor Rakovský, prem. 27.5. 1962
- Nový Figaro, r. Tibor Rakovský, prem.12. 1. 1963
- Hamlet, r.?, prem. 1964
- Tanec nad plačem, r. Tibor Rakovský, prem. 1968
- Král Oidipus, r. Tibor Rakovský, prem.?
- Môj Faust, r. Tibor Rakovský
- Meteor, r. ?, prem. ?, AR, AR Ostrava
- Peer Gynt, r. Tibor Rakovský, prem.1979
- Večer Tříkrálový

##### Nová scéna Bratislava a další slovenská divadla
- Adam a Eva
- Anabella a měsíc, r. Magda H. Lokvencová, 9.10.1960
- Cisárové nové šaty, r. Magda H. Lokvencová, 9. 10. 1960
- Do videnia v sobotu, r. Frant. Kryštof Veselý, prem. 27.11.1960
- Kúpeľ, r. Magda H. Lokvencová, prem. 5. 10. 1963
- Popoluška, r. Magda H. Lokvencová, prem. 1963
- Don Juan aneb láska ke geometrii, r.?, prem. 1964
- Prírodní ľudia, r.?, prem. 1964
- Jarmok citov, r.?, prem. 1966
- Ploštica, r. Magda H. Lokvencová, prem. 1966
- Adam stvořitel, r. Tibor Rakovský, prem. 2. 6. 1968
- Obchodník s deštem, r. Igor Ciel, kraj. Div. Nitra, prem. 1959
- Hamlet nemá pravdu, r. Igor Ciel, Kraj. Div. Nitra, prem. 6. 10. 1962
- Polnoc bude o päť minút, r. Igor Ciel, kraj. Div. Nitra1962
- Spievajúce Benátky, r. Igor Ciel, KD Nitra, prem. 25.2. 1962
- Keď rušne nepískali, r. Igor Ciel, prem. 1962
- Úklady a láska, r. Viktor Lukáč, DJGT B. Bystrica / Zvolen, prem. 10. 11. 1962
- Výstrel nik nepočul, r. Igor Ciel, Kraj,. div. Nitra, prem. 15. 12. 1962
- Pohľad z mostu, r. Igor Ciel, prem. 1965
- Snehová královna, bábkové div. Žilina

##### Státní divadlo v Brně
- Příliš štědrý večer, r. Rudolf Jurda, prem. 1959
- Na shledanou v sobotu, r. Rudolf Jurda, prem. 1960
- Brouk v hlavě, r. Pavel Rímský, prem. 9.6.1978
- Tvrdohlavá žena, r. Pavel Rímský, prem. 20. 10. 1978

##### Divadlo Bří Mrštíků Brno
- Valentin a Valentína, r. Pavel Rímský, prem. 3. 10. 1973
- Sníh se smál až padal, r. Pavel Rímský, prem. 1976
- Střelec, r. Pavel Rímský, prem. 1977
- Bulharská veselica, r. Pavel Rímský, prem. 1978
- Hotel Excelsior, r. Pavel Rímský, prem.?, ARB
- Milenci z kiosku, r. Pavel Rímský, prem. 1979
- Komik, r. Pavel Rímský, prem.
- Kruté hry, r. Pavel Rímský, prem. 1979
- Mrtvá kolej, r. Pavel Rímský, prem. 9.6. 1979
- Tartuffe, r. Pavel Rímský, prem.1980
- Válka vypukne po přestávce, r. Pavel Rímský, prem. 1976
- Veranda v lese, r. Pavel Rímský, prem. 1980
- Vévodkyně valdštejnských vojsk, r. Pavel Rímský, prem. ?
- Zpráva o chirurgii, r. Pavel Rímský, prem.?
- Životopis mého strýce, r. Pavel Rímský, prem.

##### Ostatní česká divadla
- Na shledanou v sobotu, r. Vojtěch Kabeláč, Divadlo O. Stibora Olomouc, prem. 20. 3. 1960
- Čas tvého života, r. Radim Koval, SD Ostrava
- Moliere, r. Pavel Rímský, Večerní Brno, prem. 27. 1 1974
- Tajná svatba, Divadlo Zlín, prem. 1978
- Náměstíčko, r. Radim Koval, SD Ostrava, prem. 6. 11. 1979
- Pozvání spravedlivých, r. Radim Koval, SD Ostrava
- Skleněný zvěřinec, r. Radim Koval, SD Ostrava
- Experiment profesora Stonea

##### Německá divadla
- Die Drei Musketiere, Harzer Begtheater zu Thale 1966
- Der Flaschenteufel, Theater der Jugend Halle a. d. Saale
- Verflixter Alltag, Musikalisches Lustspiel, prem. Landestheater Parchim, Theater Rostock
- Gabor Gabor, Theater der Jugend Halle a. d. Saale 1967

##### Další v skladby uložené ARB
- Můj rodný dům – textovaná skladba, ROSB, VOS J. Hniličky
- Hořká léta – Moravské kvarteto
- Cikánské housle – ROSB
- Sametová noc – ROSB
- Pyramida – ROSB
- Spirála času – ROSB
- První vlaštovka – ROSB
- Melancholická píseň – ROSB
- Večerní píseň – ROSB
- Burleskní píseň – ROSB
- Romantická píseň pro violoncello a orchestr – ROSB
- Letiště – ROSB
- Stopy v písku – textovaná skl. ROSB, zp. Novák Pavel
- Na tenisových dvorcích – ROSB
- Moravské concertino – ROSB
- Ohňostroj – ROSB
- Úsvit – ROSB
- Prameny domova – Brněnský RO lidových nástrojů
- Člověk a město – ROSB
- Jarní rapsodie – ROSB
- Setkání dvou – ROSB
- Polární záře – ROSB
- Vize – ROSB
- Arabeska pro harfu a orchestr – ROSB
- Dobrý den pane Humpolíku – ROSB
- Šťastná třináctka – ROSB
- Setkání v mlze – ROSB
- Úsvit nad řekou – ROSB
- Zdravice orchestru Studio Brno – ROSB
- Česká píseň – ROSB
- Sladké sny – ROSB
- Ospalý Charlie – ROSB
- Černá hodinka – ROSB
- Cassioipeia – ROSB
- Pohádka – ROSB
- Píseň Marty – text. skladba, St. sk. Miroslava Hanáka
- Stesk uplynulých let – ROSB
- MInimal study – ROSB
- Tažní ptáci – ROSB
- Hvězdná obloha – ROSB
- Labutí píseň – ROSB
- Pastorela pro dřevěného vojáčka – BROLN
- Elegie – ROSB
- Neptun – ROSB
- Jarní meditace – ROSB
- Rusalčina studánky – ROSB
- S tvým jménem – ROSB
- Ohlédnutí – ROSB
- Lichoběžník – ROSB
- Parabola – bossa nova, ROSB
- Starý kolovrátek – ROSB
- Portrét našich dnů – ROSB
- Obří slalom – ROSB
- Večerka – ROSB
- Jubilejní telegram – ROSB
- Babí léto – ROSB a VOR J. Hniličky
- Barkarola – ROSB
- Con passione – ROSB
- Meditace – ROSB
- Něžná – text. Skladba, ROSB
- Manon Lescaut – ROSB
- Nová Bossa nova – ROSB
- Ztracená Varta – rozhl. hra, orch. GB
- Případ Pinedius – rozhl. hra
- Conncertino pro baskytaru a orchestr
- Dešťové kapky
- Kozácká patrola
- Modré oči
- Pařížský valčík
- Prvomájové jitro
- Vítězství – pochod
- Zbojnická predohra
- Zlaté město
- Zapomenutá píseň – ROSB
- Zlatá brána – ROSB
- Hudba kolem nás – ROSB
- Stesk uplynulých let – ROSB
- Romantická silueta – ROSB
- Rozloučení – ROSB
- Sobotní koktejl – ROSB
- Sváteční den – ROSB
- V pátek o páté – ROSB
- Záchranná akce – ROSB

##### Hudba pro rozhlas 1953–1967
- O troch čiernych labutích, AR
- Čo pouť najďalej – Slov. lidová pohádka – AR
- Veselá škola – AR
- Ešte nie, ešte nie – AR
- Modrá lampa – AR
- Jako išlo vajco – AR
- Ostrov pokladov – AR

##### Hudba pro rozhlas 1955/56
- Zlatá tabaťierka – AR
- Zlatá krajina – AR
- Ide, ide dedo Mráz – AR 1
- Taletník – AR
- Huckleberry Finn – AR
- Svetská krása – AR
- Pätnásťročný kapitán – AR
- Dnes ešte zapadá slnko nad Atlantidou – AR

##### Hudba pro rozhlas 1956/57
- Táňa – AR
- Krvavá svadba – AR
- Chalúpka strýčka Toma – AR
- Žiariaca princezna – AR
- Hernani –AR
- Princ a žobrák – AR
- Tajomný ostrov – AR
- Strýko Maroji – AR

##### Hudba pro rozhlas 1957/58
- Skór než otvoríte Dona Quijota – AR
- Člověk bez mena – AR
- Taškent – chlebové město – AR
- Runa – AR
- Tri sestry jako jedna – AR
- Zlatý most – AR
- Pieseň na rumoch – AR
- Policejní zpráva číslo jedna – AR

##### Hudba pro rozhlas 1958/59
- Ľubor Jarova – AR
- O statočnom kurčiatku Mosika – Sika – AR
- Zlatý had – AR
- Púť lásky – ARV
- Tichý Američan – AR
- Mať veterných synov – AR
- Dobytí Quatemaly – ARB
- Návrat do života – AR

##### Hudba pro rozhlas 1959/60
- Čajka – AR
- Vejár – AR
- Rozoraná celina – AR
- Prvý deń svobody – AR
- Nesmrteľná pieseň Musa Džálil – AR
- V moci temna i svetla – AR
- Domek z karet – ARB

##### Hudba pro rozhlas 1960/61
- Snehová královna – Loutkové divadlo Žilina
- Cyrano z Bergeracu – AR
- Rozhlasová rakety 1 – AR
- Ukradnutý hlas – AR
- Včera a zajtra – AR
- Žolík – Nová scéna Bratislava
- Krišťálové srdce – AR
- Príbeh o svetle v temnotách – AR
- Toho roku nad Rýnom – AR
- Súboj – AR
- Dary jari – AR
- Bašta – AR
- Harakiri – AR
- Kohoutek – ARB

##### Hudba pro rozhlas 1961/64
- Hrdinovia dneška – AR
- Rozprávka o noci – AR
- Ulice Vládi Dubinina – ARB
- Cesta na Campo di Fibre
- Najkrajšie dni života – AR
- Malý Bobeš – AR
- Tri holuby –AR
- Komedie s lotem – ARB
- Bodnutie rohom – smrť toreadora – AR
- Briga tri ľalie –AR
- Gero – AR
- Jak se z klubíčka ježek vyklubal – ARB
- Dívej se k černému nebi – ARB
- Měsíc v antenách – ARB
- Prvá jazdecká – AR
- Kohoutek č. 13 1 – ARB
- Co dělá v parku sluníčko? – ARB
- Kolegovia – AR

##### Hudba pro rozhlas 1964/67
- Kohoutek 6/ix – ARB
- Kohoutek 7/ix – ARB
- V predvečer – AR
- Pomalu na kraj tichá noc padá – AR
- Čtyřicetpět – ARB
- Dáždivé dni – AR
- Nevěsta – ARB
- Zapomenutá výspa – ARB
- Nečekané setkání – ARB
- Lietajúci kufor – AR
- Detektiv Rajfajzl – 1. Část, ARB
- Detektiv Rajfajzl – 2. Část ARB
- Kohoutek – Sláva slůně už nestůně – ARB
- Kohoutek – Bře´ta si vymýšlí – ARB
- Kohoutek – Čtyři malá hnízdečka – ARB
- Vladimír Hudec – ARB
- Paní Piperová zasahuje – Divadlo Bří Mrštíků Brno
- Lumpacivagabumdus – ARB
- Kladení do hrobu – ARB

##### Filmová a televizní hudba – chronologické řazení
- 1958 – V hľadaní šťastna, STV, AR TV
- 1959 – Prvák, D. Pavlovič, Film Koliba, Cudzinka na ostrove STV
- 1960 – Dvaja zanovití, STV, Skalní v ofsajdu, Ján Lacko, Film Koliba. ARB
- 1961 – Vždy možno začať, Ján Lacko, Film Koliba, ARB, Živá mrtvola, STV
- 1962 – Hra bez lásky, igor Ciel, Štefan Králi, STV, Polnoc bude o päť minút, Ivan Teren, STV, Výlet po Dunaji, Ján Lacko, Film Koliba
- 1963 – Kar na konci roka, STV, Kolegovia, ?, Vasilij Aksionov, STV, Oidipus Rex, Tibor Rakovský, STV
- 1964 – Čas tvojho žitia, Juraj Svoboda, STV, Prípad Dezinger, Igor Ciel, Krupkat – Becher, STV, Šest postav hledá autora, Magda H. Lokvencová, STV
- 1965 – Odhalenie, Ján lacko, Film Koliba, Žltý dostavník, Ján Lacko, STV, AR
- 1967 – Čaj u pana Sanátora, Karol Spišiak, STV, Zhasnuté slnko, Ogor Ciel, Ján Solovič, STV
- 1968 – Čarokrásná paní majstrová, ?, Oto Katuša, STV, Čas nevinných, STV, Koniec a začiatok, igor Ciel, STV, Kráska a výlet, Igor Ciel, STV, AR TV Bratislava, Peter a Lúcia, Tibor Rakovský, STV
- 1969 – Chameleón, Ján Lacko, Film Koliba, Ilúzia, Ivan Teren, i. Zelinová, STV, AR TV, Inferno, Igor Ciel, STV, Traja z 9. poschodí, Igor Ciel, Ján Solovič, STV, Volpone, Fr. Dibarbora, STV
- 1970 – Dvaja, igor Ciel, STv, Parížski Mohykáni, Igor Ciel, STV, ARB, Pár večerov, Oto Katuša, STV, Päť večerov, Igor Ciel, STV
- 1974 – Vivat Beňovský, Igor Ciel, STV, ARB
- 1975 – Ľubica medvedica, Igor Ciel, STV, Oceliari, Igor Ciel, Genadij Bokarev, STV, Strieborný prach, Vlado Macko, STV, ARB
- 1976 – Ľubica medvedica, Igor Ciel, STV
- 1977 – Počúvajte slnko, igor Ciel, STV
- 1978 – Dnes platí register s., Daniel Michaeli, STV, Zem nezasľúbená, Vlado Macko, STV, Luis Pasteur, Igor Ciel, Jaroslav Dietl, STV, ARB
- 1979 – Barbora Roes, Igor Ciel, STV, Mrtvá kolej, Ján Kákoš, STV, Život je sen, Tibor Rakovský, Calderon de la Barca, STV
- 1980 – Anamnéza, TV balet, Ronny Dobroslávek, Dýchať srdcom, STV, Kto ste J. Gabčík, Igor Ciel, STV
- 1981 – Maškaráda, Tibor Rakovský, STV, Prípad E. Burdovej, Igor Ciel, Jozef Kočí, STV, Syn člověka, Igor Ciel, STV, Zelená řeka, Radim Koval, Bronislav Bielan, ČT Ostrava
- 1982 – Cesta lesem, Tibor Rakovský, STV, ARB, Ľudia s preukazom SNB 1, Vlado Macko, STV, Podivné okolnosti, Igor Ciel, Vlado Macko, STV, Predohra v mol, Igor Ciel, Ernest Štric, STV, ARB
- 1984 – Magma, Igor Ciel, Hana Cielová, STV, Vláčik do stanice víťazstvo, Milan Semík, STV
- 1985 – Rozprávky z nášho lesa 2, Jindro Vlach, STV, Snopy z plesku, Igor Ciel, STV
- 1986 – Okná dokorán : ARB, Janitárovci – Igor Ciel, Pavel Vančík, STV, Pripad ing. Kulika – Franek Chmiel, Peter Ševčovič, STV, Jastrabík – ?, Ivan Stadrucker. STV, ARB, Záchrana – Igor Ciel, Ernest Štic, STV, Smeč – Franek Chmiel, Mikuláš Kočan, STV, Brzdný systém – Franek Chmiel, Peter Kováčik, STV
- 1988 – Matúšova Táňa, Igor Ciel, STV
- 1989 – Aj stromy potrebujú lekárov, Franek Chmiel, STV, Experiment ing. Šimčiska, STV